# روجر ماكي
روجر ماكي (بالإنجليزية: Rogers McKee)‏ هو لاعب كرة قاعدة أمريكي، ولد في 16 سبتمبر 1926 في شيلبي في الولايات المتحدة، وتوفي بنفس المكان في 1 سبتمبر 2014.

## وصلات خارجية
- روجر ماكي على موقع دوري كرة القاعدة الرئيسي (الإنجليزية)
- روجر ماكي على موقعبيزبول رفرنس.كوم (الدوري الرئيسي) (الإنجليزية)
- روجر ماكي على موقعبيزبول رفرنس.كوم (الدوري الثانوي) (الإنجليزية)